# Le Promeneur du Champ-de-Mars
Le Promeneur du Champ-de-Mars je francouzský hraný film z roku 2005, který režíroval Robert Guédiguian. Jedná se o filmovou adaptaci románu Le Dernier Mitterrand od Georgese-Marca Benamoua.

## Děj
Film sleduje konec života Françoise Mitterranda (ve filmu nicméně není zmíněno prezidentovo jméno). Jeho poslední týdny v Elysejském paláci a poté, co získá služební byt na adrese 9, avenue Frédéric-Le-Play, jeho pobyt v 7. obvodu, kde má možnost procházet se po nedalekém Champ-de-Mars.
Mladý novinář Antoine Moreau chce udělat rozhovor s velkým státníkem o jeho politickém životě na sklonku jeho politické kariéry. Nemocný stařec by mu mohl na sklonku života také sdělit i nějaké informace o svém soukromém životě. Antoine vidí v rozhovoru s Mitterrandem životní profesní příležitost. Starý prezident se však novinářovým otázkám vyhýbá a vytváří obraz, který chce zanechat dalším generacím. Mladého novináře využívá pro své účely. Rozvine se souboj, z něhož mohou těžit oba, ale Mitterrand drží otěže, aniž by si to mladý novinář uvědomoval a Antoine propadne prezidentově charismatu.

## Obsazení
| Michel Bouquet        | prezident               |
| Jalil Lespert         | Antoine Moreau, novinář |
| Philippe Fretun       | doktor Jeantot          |
| Anne Cantineau        | Jeanne                  |
| Sarah Grappin         | Judith                  |
| Catherine Salviat     | Mado, matka Jeanne      |
| Jean-Claude Frissung  | René, otec Jeanne       |
| Philippe Le Mercier   | Fleury, strážce         |
| Serge Kribus          | Riou, řidič             |
| Jean-Claude Bourbault | knihkupec               |
| Grégoire Oestermann   | Garland                 |
| Béatrice Bruno        | Thérèse Manicourt       |
| Philippe Lehembre     | Chazelles               |
| Istvan Van Heuverzwyn | Deletraz                |
| Rémy Darcy            | Ladrière                |
| Geneviève Casile      | Simone Picard           |
| Gisèle Casadesus      | sestra Simony Picard    |
| Marc Bordure          | soused                  |

## Ocenění
- César pro nejlepšího herce: Michel Bouquet
- Nominace na Zlatého medvěda na Mezinárodním filmovém festivalu v Berlíně
- Nominace na Césara za nejlepší adaptaci: (Gilles Taurand a Georges-Marc Benamou)